# Internationale Filmfestspiele von Cannes 1979
Die 32. Internationalen Filmfestspiele von Cannes 1979 fanden vom 10. Mai bis zum 24. Mai 1979 statt.

## Wettbewerb
Im Wettbewerb des diesjährigen Festivals wurden folgende Filme gezeigt:
| Filmtitel                              | Regisseur             | Produktionsland                             | Darsteller (Auswahl)                                   |
| Apocalypse Now*                        | Francis Ford Coppola  | USA                                         | Marlon Brando, Martin Sheen, Robert Duvall             |
| Die Blechtrommel*                      | Volker Schlöndorff    | Deutschland, Frankreich, Polen, Jugoslawien | David Bennent, Mario Adorf, Angela Winkler             |
| Caro papà                              | Dino Risi             | Frankreich, Italien, Kanada                 | Vittorio Gassman                                       |
| Das China-Syndrom                      | James Bridges         | USA                                         | Jane Fonda, Jack Lemmon, Michael Douglas               |
| Die Erbschaft                          | Anja Breien           | Norwegen                                    | Anita Björk                                            |
| Die Europäer                           | James Ivory           | Großbritannien                              | Lee Remick                                             |
| Eine Frau zwischen Hund und Wolf       | André Delvaux         | Belgien, Frankreich                         | Marie-Christine Barrault, Rutger Hauer                 |
| In der Glut des Südens                 | Terrence Malick       | USA                                         | Richard Gere, Brooke Adams, Sam Shepard                |
| Ein kleines Luder                      | Jacques Doillon       | Frankreich                                  |                                                        |
| Meine brillante Karriere               | Gillian Armstrong     | Australien                                  | Judy Davis, Sam Neill                                  |
| Norma Rae – Eine Frau steht ihren Mann | Martin Ritt           | USA                                         | Sally Field, Beau Bridges                              |
| Ohne Betäubung                         | Andrzej Wajda         | Polen                                       | Zbigniew Zapasiewicz, Ewa Dałkowska, Andrzej Seweryn   |
| Okkupation in 26 Bildern               | Lordan Zafranovic     | Jugoslawien                                 |                                                        |
| Die Schwestern Brontë                  | André Téchiné         | Frankreich                                  | Isabelle Adjani, Marie-France Pisier, Isabelle Huppert |
| Série noire                            | Alain Corneau         | Frankreich                                  | Patrick Dewaere, Myriam Boyer, Bernard Blier           |
| Sibiriada                              | Andrei Kontschalowski | Sowjetunion                                 |                                                        |
| Stau                                   | Luigi Comencini       | Italien, Frankreich, Deutschland, Spanien   | Annie Girardot, Fernando Rey, Miou-Miou                |
| Die Überlebenden                       | Tomás Gutiérrez Alea  | Kuba                                        |                                                        |
| Ungarische Rhapsodie                   | Miklós Jancsó         | Ungarn                                      | Udo Kier                                               |
| Victoria                               | Bo Widerberg          | Deutschland, Schweden                       | Christiane Hörbiger, Stephan Schwartz, Sigmar Solbach  |
| Woyzeck                                | Werner Herzog         | Deutschland                                 | Klaus Kinski, Eva Mattes                               |

* = Goldene Palme

## Internationale Jury
In diesem Jahr war die französische Schriftstellerin Françoise Sagan Jurypräsidentin. Sie stand folgender Jury vor: Sergio Amidei, Rodolphe-Maurice Arlaud, Luis García Berlanga, Maurice Bessy, Paul Claudon, Jules Dassin, Zsolt Kézdi-Kovács, Robert Roschdestwenski und Susannah York.

## Preisträger

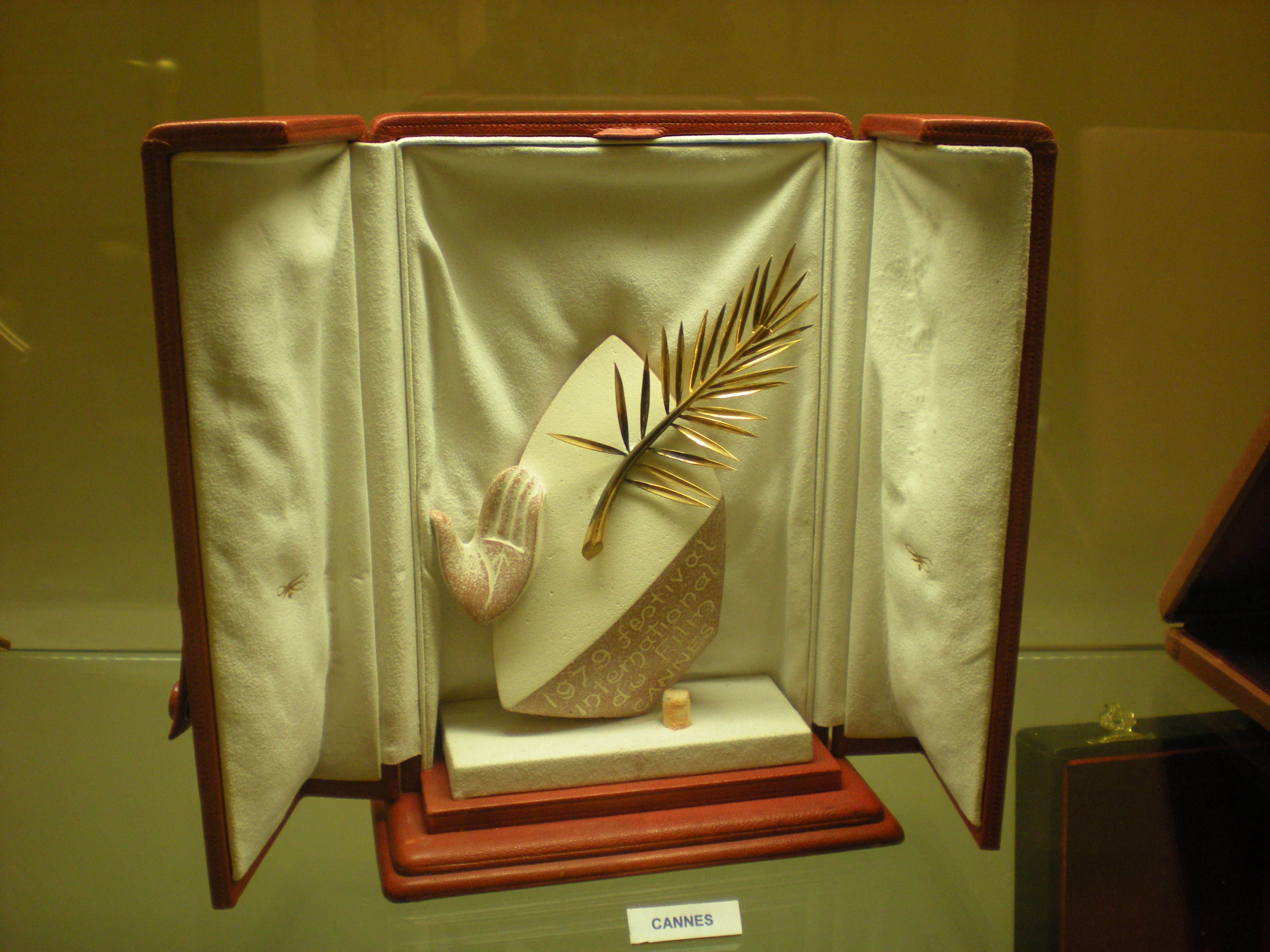
Siegestrophäe von 1979

Die Jury entschied sich für den zum Zeitpunkt der Wettbewerbsaufführung noch unfertigen Film Apocalypse Now als Sieger des Wettbewerbes und stellte ihm gleichberechtigt zur Seite die Günter-Grass-Verfilmung der Blechtrommel.
- Goldene Palme: Apocalypse Now und Die Blechtrommel
- Großer Preis der Jury: Sibiriada
- Bester Schauspieler: Jack Lemmon in Das China Syndrom
- Beste Schauspielerin: Sally Field in Norma Rae – Eine Frau steht ihren Mann
- Bester Regisseur: Terrence Malick für In der Glut des Südens
- Bester Schauspieler in einer Nebenrolle: Stefano Madia in Caro papà
- Beste Schauspielerin in einer Nebenrolle: Eva Mattes in Woyzeck

## Weitere Preise
- FIPRESCI-Preis: Apocalypse Now
- FIPRESCI-Preis für Filme in der Parallel-Sektion: Black Jack, der Galgenvogel und Veras Erziehung
- Preis der Ökumenischen Jury: Ohne Betäubung
- Caméra d’Or: Nordlicht in Dakota
- Technikpreis: Norma Rae – Eine Frau steht ihren Mann